# Paravilla aridula
Paravilla aridula är en tvåvingeart som beskrevs av Hall 1981. Paravilla aridula ingår i släktet Paravilla och familjen svävflugor. Inga underarter finns listade i Catalogue of Life.